# La Source de feu
Pour les articles homonymes, voir She (homonymie).
Pour plus de détails, voir Fiche technique et Distribution.
La Source de feu (She) est un film américain de Lansing C. Holden et Irving Pichel, sorti en 1935.

## Synopsis
Aux États-Unis, Leo Vincey est appelé en Angleterre dans le domaine ancestral de la famille, où son oncle mourant John Vincey et un certain Horace Holly le convainquent que leur ancêtre, également appelé John Vincey a trouvé la fontaine de jouvence 500 ans plus tôt.
Suivant l'itinéraire décrit dans un ancien journal, Leo et Holly parcourent des décombres gelés. Le guide Tugmore et sa fille Tanya les rejoignent dans leur quête. Ils découvrent la ville antique de Kor, où ils sont attaqués par des cannibales mais sauvés par « Elle » (alias « Elle qui doit être obéie ») et son ministre Billali.
« Elle » pense que Léo est la réincarnation de son amant John Vincey et elle s’engage à le rendre immortel comme elle-même pour diriger ce Shangri-La dans une jeunesse éternelle. Tanya avertit Leo que rien d'humain ne peut vivre éternellement. « Elle » finit par demander à Leo d'entrer dans la « flamme de la vie » avec elle afin qu'ils deviennent immortels. Alors que Léo hésite, elle propose d’intervenir en premier. Au lieu de renouveler sa jeunesse, « Elle » vieillit des centaines d'années, devient une créature ressemblant à une momie flétrie et meurt. 
Leo, Holly et Tanya s'enfuient alors en toute sécurité.

## Fiche technique
- Titre original : She
- Titre français : La Source de feu
- Réalisation : Lansing C. Holden et Irving Pichel
- Scénario : Ruth Rose et Dudley Nichols d'après le roman Elle de Henry Rider Haggard
- Direction artistique : Van Nest Polglase
- Photographie : J. Roy Hunt
- Montage : Ted Cheesman
- Musique : Max Steiner
- Production : Shirley C. Burden et Merian C. Cooper
- Pays d'origine : États-Unis
- Format : Noir et blanc - 1,37:1 - Mono
- Genre : aventure
- Durée : 101 minutes
- Date de sortie : 1935

## Distribution
- Helen Gahagan : She
- Randolph Scott : Leo Vincey
- Helen Mack : Tanya Dugmore
- Nigel Bruce : Horace Holly
- Ray Corrigan : Garde (non crédité)
- Lumsden Hare : Dugmore (non crédité)
- Samuel S. Hinds : John Vincey (non crédité)
- Noble Johnson : Amahaggar Chief (non crédité)
- Jim Thorpe : Capitaine des gardes (non crédité)
- Gustav von Seyffertitz : Prime Minister Billali (non crédité)

## Sortie DVD
Le film est sorti le 9 décembre 2014 en version originale sous-titrée en NB et aussi en version colorisée supervisée par Ray Harryhausen chez Rimini Éditions au format 1.33 plein écran.  